# Luca Badoer
Luca Badoer (născut pe 25 ianuarie 1971 la Montebelluna, Italia) este un fost pilot de curse. Luca a fost înlocuitorul lui Felipe Massa după accidentul de la Hungaroring, dar și din cauza unei accidentări mai vechi a lui Michael Schumacher care a dus la imposibilitatea acestuia de a concura. Luca a câștigat International Formula 3000 în anul 1992.

## Cariera în Formula 1
| Sezon | Echipă                    | Puncte      | Loc clasament general |
| ----- | ------------------------- | ----------- | --------------------- |
| 1993  | Lola BMS Scuderia Italia  | 0           | -                     |
| 1994  | Minardi Scuderia Italia   | Pilot teste | -                     |
| 1995  | Minardi Scuderia Italia   | 0           | -                     |
| 1996  | Forti Grand Prix          | 0           | -                     |
| 1998  | Scuderia Ferrari Marlboro | Pilot teste | -                     |
| 1999  | Fondmetal Minardi Team    | 0           | -                     |
| 2000  | Scuderia Ferrari Marlboro | Pilot teste | -                     |
| 2001  | Scuderia Ferrari Marlboro | Pilot teste | -                     |
| 2002  | Scuderia Ferrari Marlboro | Pilot teste | -                     |
| 2003  | Scuderia Ferrari Marlboro | Pilot teste | -                     |
| 2004  | Scuderia Ferrari Marlboro | Pilot teste | -                     |
| 2005  | Scuderia Ferrari Marlboro | Pilot teste | -                     |
| 2006  | Scuderia Ferrari Marlboro | Pilot teste | -                     |
| 2007  | Scuderia Ferrari Marlboro | Pilot teste | -                     |
| 2008  | Scuderia Ferrari Marlboro | Pilot teste | -                     |
| 2009  | Scuderia Ferrari Marlboro | 0           | -                     |
| 2010  | Scuderia Ferrari Marlboro | Pilot teste | -                     |